# Roteparseã
Roteparseã (em armênio: Ռոտ-Պարսեան; romaniz.: Ṙot-Parsean; de ṙot, "rio") ou Rotepaseã (Ռոտ-Պացեան, Ṙot-Pacʼean), segundo a Geografia de Ananias de Siracena (século VII), foi um gavar (cantão) da província de Otena, no Reino da Armênia. Recebeu seu nome do rio Parseã. Compreendia uma área de 770 quilômetros quadrados e fez parte das propriedades em posse do mosteiro de Amaras, hoje situado no Azerbaijão.